# Хорватсько-чорногорські відносини
Хорватсько-чорногорські відносини — двосторонні дипломатичні відносини між Хорватією і Чорногорією.

## Історія
Наприкінці 2002 Хорватія Сербія та Чорногорія прийняли тимчасову угоду про врегулювання питання щодо спірного півострова Превлака на вході в Которську затоку на користь Хорватії. Ця угода застосовується до Чорногорії з часу її незалежності. Країни домовилися врегулювати всі можливі суперечки в Міжнародному суді в Гаазі.
У серпні 2003 президент Хорватії Степан Месич і президент Чорногорії Филип Вуянович провели першу офіційну зустріч на найвищому рівні. В ході переговорів сторони дійшли думки, що між країнами немає проблемних питань.
Хорватія визнала незалежність Чорногорії 12 червня 2006. Обидві країни встановили дипломатичні відносини 7 липня 2006.
У 2015 відбулася зустріч прем'єр-міністра Чорногорії Мило Джукановича і спікера Сабору Йосипа Леко. Під час переговорів хорватський політик заявив, що Загреб повністю підтримує прагнення Чорногорії вступити в НАТО і Європейський союз.
У вересні 2018 року розгорілася суперечка між країнами про належність торговельного судна часів Королівських військово-морських сил Югославії. Чорногорія відмовилася передавати корабель Хорватії, мотивуючи це тим, що після розпаду Соціалістичної Федеративної Республіки Югославія судно знаходилося на її території. У відповідь Хорватія пригрозила заблокувати процес вступу Чорногорії до Європейського Союзу.

## Торгівля
У 2016 році Чорногорія поставила в Хорватію товарів на суму 137 млн. доларів США.

## Дипломатичні представництва
- Хорватія має посольство в Подгориці.[6]
- У Чорногорії є посольство в Загребі.[7]